# Димана
Димитричка Костова, по-известна като Димана, е българска попфолк и фолклорна певица.

## Биография

### Ранни години
Учи в СОУ „Климент Охридски“ с музикален профил, където е съученичка с попфолк певицата Преслава, но една година след нея и в паралелка с поп пеене. Стилът, на който ще залага, е модерен поп с етноелементи.

### 2006 – 10: Началото:„Хиляда градуса любов“
В началото на 2006 година Димана подписва договор с водещия издател на попфолк музика „Пайнер“.
Още в първите месеци на своята кариера Димана е поканена като гост-изпълнител на концерта „Планета мура мега 2006“ в София. За коледните празници телевизионна версия получава и баладата „Само тебе“, с която певицата приключва реализацията на единствения си студиен албум „Хиляда градуса любов“. Всички песни в албума са по музика и аранжимент на Димитър Петров, като той е и музикален продуцент. Текстовете са на Мариета Ангелова и Свобода Даскалова. Илиян е гост солист в песните „1000 градуса любов“ и „Пак ме преследваш“. През 2025 г. е пуснат ретираж на албума.
В началото на 2007 г. на 5-ите Годишни музикални награди на Планета ТВ Димана е отличена в категорията „Дебют на 2006 г.“. През месец октомври певицата представя нежна и лирична балада, озаглавена „Невъзможно“, добила голяма популярност впоследствие. Следващата песен на Димана се появява през август 2008 г. баладата „Колко часа любов“, а веднага след появата на песента, певицата се оттегля за кратко от сцената, защото очаква първородния си наследник.
На 26 декември 2008 година Димана ражда в Пловдив дъщеря си Габриела, баща на която е бизнесменът Стефан Киров.
След близо едногодишно прекъсване заради раждането на дъщеря си, Димана подновява работата си и през 2009 година издава две песни – дуета с DJ Дамян „С теб ще продължа“ през юни с ремикс през следващия месец и „За малко да ме имаш“ през октомври.

### 2010 – 15: „Оборотен“, „Искам да гледам“, „Викай смело“
В началото на 2010 г. Димана посреща с вече записана песен. На 4 януари се появява дуетната ѝ песен с DJ Живко Микс, с която по-късно певицата се представя на големия концерт по случай 20 години Пайнер. През месец май с успех в ефира се появява лятното предложение на Димана „Оборотен“, а през октомври излиза и следващата самостоятелна песен, озаглавена „Невидима“, която впечатлява с ефектен видеоклип.
През февруари 2011 г. Димана представя поредна лирична балада в репертоара си „Летя“, чийто видеоклип заинтригува с интересните си ефекти. В началото на месец май се появява динамичната песен „Да го направим“, която се нарежда сред хитовете на летния сезон. През месец декември 2011 г. Димана представя и самостоятелна версия на дуета със заглавие „Твоят вкус“.
Със записана песен Димана стартира 2012 г. На 13 януари на екран е песента „Не си ми длъжен“, която е съвместна с DJ Marco Bocka. На 31 май е факт следващата песен на певицата, озаглавена „Не ме е страх“ – стилова смесица от поп и попфолк. За лятото записва дуетната песен с Дамян Попов „Оферта за нощта“, появила се на 20 август, клоняща отново към поп музиката. През есента Димана заминава за САЩ, където реализира първото си турне Dimana USA tour 2012.
Димана излиза под номер 8 и включва както стари, така и нови хитове на певицата, изпяти през годините. През пролетта е факт първата самостоятелна песен на певицата за годината „Грешката е вярна“, чийто видеоклип излиза на 15 април. На 27 август е пуснато лятното парче „Искам да гледам“.
През март 2014 г. Димана представя самостоятелната си песен „Да ѝ вдигна ли“, а през месец юли Димана и Сиана представят първата си съвместна песен, която се нарича „Ще оцелея“.
На 3 април 2015 г. излиза видеоклипът на Живко Добрев към песента „Прави каквото щеш“, в която участва и Димана. На 22 април 2015 г. излиза поредният самостоятелен видеоклип на певицата, който е към песента „Викай смело“, а на 9 ноември същата година на екран се появява песента „Връщане няма“.

### 2016 – 19: Настояще
В началото на 2016 г. Димана промотира баладата „Достатъчно“.
На 3 април 2017 г. Димана представя следващата си песен „Без мен не можеш“.
В разгара на лятото се появява дуета на Димана с младата изпълнителка от сръбски произход Марина Тошич. Песента е озаглавена „Нека го боли“, а видеоклипът към нея е представен на 25 юли 2018 г.
На 16 декември 2019 г., след близо две години и половина без самостоятелна песен, Димана записва песента „Враг“. В нея специално участие взима Деси Слава.

## Дискография

### Студийни албуми
- Хиляда градуса любов (2006)[2]

### Компилации
- Златните хитове на Пайнер 8 – Димана (2013)[29]

## Награди
| Година | Получател | Награда          | Връчител                              |
| ------ | --------- | ---------------- | ------------------------------------- |
| 2002   | Димана    | Първа награда    | Международен фестивал в гр. Фивициано |
| 2007   | Димана    | Дебют на 2006 г. | Годишни награди на ТВ „Планета“       |
| 2007   | Димана    | Дебют на 2006 г. | Годишни награди на сп. „Нов фолк“     |